# Claymore (manga)
Claymore (クレイモア) là loạt manga về những huyền thoại kinh dị được viết và minh họa bởi Yagi Norihiro. Loạt manga lúc đầu đăng trên tạp chí Monthly Shōnen Jump từ ngày 6 tháng 5 năm 2001. Khi tạp chí Monthly Shōnen Jump ngừng xuất bản tháng 6 năm 2007 thì loạt manga chuyển sang tạp chí Weekly Shōnen Jump nơi mà nó vẫn đang hằng tháng. Khi Jump Square ra mắt tháng 11 năm 2007 thì loạt manga lại di chuyển một lần nữa và đăng trên tạp chí này cho đến khi kết thúc ngày 4 tháng 10 năm 2014. Shueisha đã tập hợp các chương đã phát hành lại và phát hành thành 27 tankōbon.
Madhouse đã chuyển thể 11 tập đầu của loạt manga thành bộ anime dài 26 tập. Tanaka Hiroyuki đã đảm nhiệm vai trò đạo diễn, bộ anime đã chiếu trên kênh NTV từ ngày 3 tháng 4 đến ngày 25 tháng 9 năm 2007.

## Tổng quan

### Cốt truyện
Clare là một cô bé có cha mẹ bị Yoma ăn thịt, sau đó bị người làng hắt hủi vì nỗi lo sợ cô có quan hệ với Yoma. Teresa là chiến binh mạnh nhất của tổ chức thời bấy giờ, cô được giao nhiệm vụ tiêu diệt Yoma tại ngôi làng Clare đang sống. Kể từ đó, Clare nảy sinh tình cảm chị em thân thiết với Teresa, nguyện đi theo cô tuy luôn bị cô xa lánh. Sau đó, vì cứu Clare mà Teresa đã vi phạm đến luật không được giết người của tổ chức. Tổ chức cử No.2 Priscilla, No.3 Irene, No.4 Sophia, No.5 Noel tới để trừ khử cô. Teresa dễ dàng đánh bại được cả bốn người, tuy nhiên No.2 Priscilla vì quá thù hận nên không thể kiểm soát được năng lượng Yoki và đi quá giới hạn, trở thành một Kẻ đột biến - Awakening Being, giết chết Noel, Sophia và Teresa. Sau cái chết của cô, Clare gõ cửa tổ chức, tình nguyện được cấy máu và thịt của Teresa và trở thành một chiến binh Claymore, No.47 Clare, nuôi ý chí tiêu diệt Priscilla, báo thù cho Teresa.
Mở đầu truyện là cảnh làng của cậu bé Raki, nơi đang có một con Yoma lộng hành, và cha mẹ của Raki cũng là nạn nhân. Yoma lấy cắp hình dạng của anh trai cậu bé, ăn não để có được ký ức và tiếp cận Raki. Tuy nhiên Clare đã đến kịp thời và cứu sống cậu. Giống như Clare và Teresa ngày xưa, Raki cũng nảy sinh tình cảm với Clare và nguyện đi theo cô, hành trình qua vùng đất thánh Rabona, chờ đợi và cầu nguyện cho cô trong cuộc đi săn kẻ đột biến tại Toriro, nơi Clare được gặp gỡ và sau này trở thành đồng đội thân thiết với No.6 Miria, No.15 Deneve và No.22 Helen. Tuy nhiên trong lần đi săn kẻ đột biến tiếp theo, Clare đụng độ phải No.4 của tổ chức - Huyết Kiếm Ophelia và bị cô ta đánh trọng thương, khiến cô và Raki phải tạm thời chia tay nhau. Được giải cứu bởi cựu chiến binh Irene, Clare sống sót và được Irene tặng cánh tay phải thay thế cho cánh tay đã mất, giúp Clare thuần thục kỹ năng Flashsword, đánh bại Ophelia sau này đã đi quá giới hạn. Sau trận đánh với Ophelia, cô tiếp tục tìm kiếm Raki và đụng độ phải Quỷ chiến thần phương Tây - Abyssal One Riful, cựu No.1 của tổ chức. Clare cùng No.3 - Thiên nhãn Galatea (được giao nhiệm vụ tìm kiếm Clare) và No.9 Jean đánh bại được cận thần Dauf của Riful và được cô ta bỏ qua. Tại đây Clare cũng tìm kiếm được manh mối về Priscilla sau nhiều năm mất dấu.
Được giao nhiệm vụ đánh bại lũ Awakening Beings tại Pieta, Clare gặp lại các bạn là Miria, Deneve và Helen, theo sau cô là Jean tình nguyện đi theo do được Clare cứu trở lại làm người thường. Trận chiến tại đây đã dẫn đến cuộc đụng độ với Silver-Eyed Lion King Rigardo. Hắn ta đã giết tất cả các Claymore dẫn đầu nhóm, ngoại trừ Miria, và các số khác đã bị thương nặng. Clare đã thức tỉnh một nửa, khiến đôi chân mình biến dạng, tăng khả năng di chuyển và xuất hiện các "cánh tay" sắc như dao mọc từ sau lưng. Nhờ vậy cô đã đánh bại được Rigardo, tuy nhiên lại không làm chủ được bản thân. Giữa lúc đó, Jean lao đến và giúp Clare trở lại làm người thường, tuy nhiên cô phải trả giá bằng cái chết của mình. Sau vụ đó còn Clare, Miria, Deneve, Helen cùng với No.14 Cythia, No.31 Tabitha và No.40 Yuma sống sót, và họ quyết định ở ẩn, lập thành nhóm Seven Ghosts. Trong lúc này cũng lần đầu xuất hiện cặp chị em song sinh No.1 Alicia và No.2 Beth cùng với hai Abyssal One còn lại là Luciela và Isley. Đi theo Isley là Raki và Priscilla bị teo nhỏ và mất đi ký ức.
Sau sự kiện thảm khốc, tổ chức đã đào tạo thế hệ claymore mới, cử nhóm Claymore gồm No.9 Nina(đội trưởng), No.47 Clarice và hai Claymore không rõ tên hiệu đến tiêu diệt một số Awakening Beings tại Alphonse. Clarice mặc dù trở thành một chiến binh Claymore nhưng cô vẫn giữ lại màu tóc nâu, và do sự yếu kém nên bị gọi là "Sinh vật thất bại". Tuy nhiên trong trận chiến đó, cả bốn người đều bị hạ gục, tuy nhiên được Miria, Cynthia, Deneve, Helen và Tabitha cứu giúp. Sau khi tỉnh dậy, Clarice phát hiện ra ngôi mộ của các chiến binh ngày xưa chỉ có 17 thanh kiếm đánh dấu huyệt, vẫn còn thiếu 7 thanh của Seven Ghosts. Vì vậy, nhóm Miria quyết định di chuyển xuống phía Nam, trên đường đi lại đụng độ Chiến thần Riful và giải thoát được cho No.3 Audrey, No.5 Rachel và 2 người khác. Tại thành phố thánh Rabona lúc này, cựu chiến binh Galatea bị mù và đã trở thành nữ tu Latea, tuy nhiên cô bị tổ chức săn đuổi, cử Clarice và No.4 Miata đến tử hình cô. Giữa lúc đang đánh nhau thì xuất hiện một Awakening Being là Fresh Blood Agatha, cô ta đánh Miata bị thương nặng, và sát hại nhiều người vô tội. Được sự trợ giúp kịp thời của Seven Ghost, họ đã đánh bại được Agatha và kết nạp được Galatea, Miata cùng Clarice vào cuộc đánh đổ tổ chức. Miria tiết lộ cho tất cả rằng thực ra thế giới họ đang sống chỉ là một hòn đảo giữa biển bị cô lập với thế giới, nơi mà liên tục xảy ra chiến tranh và lợi thế thuộc về phe có sự giúp đỡ từ những con quái vật của Long Đế. Phe còn lại dùng hòn đảo này làm phòng thí nghiệm, tổ chức trực tiếp tạo ra Yoma cũng như các chiến binh Claymore, Kẻ thức tỉnh để đưa về tham gia cuộc chiến. Biết được điều đó, những người khác quyết tâm tiêu diệt tổ chức đến cùng.
Sau 7 năm, Clare vẫn còn tìm kiếm Raki, khi được người quen xưa ở Rabona báo rằng cậu vẫn còn sống thì cô rất mừng. Trong lần này, mọi người chia thành ba nhóm - Clare, Yuma, Cythia một đội; Helen đi cùng Deneve; Miria và Tabitha ở lại thành - quyết định mỗi nhóm đường ai nấy đi một thời gian. Trên đường, Deneve và Helen trợ giúp cho No.8 Dietrich đánh bại một Awakening Being, trong khi các đồng đội của cô là No.28, No.35 và No.42 đang ngất xỉu. Dietrich cảm ơn Deneve và Helen, tuy nhiên lại không hứa sẽ giữ bí mật về Seven Ghost, nên hai người đành bỏ chạy, tuy nhiên Dietrich với biệt danh "Kẻ theo đuôi" đã dễ dàng lần theo họ. Trong lúc chạy, họ đụng độ phải Chiến thần Isley và lũ Abyssal Feeder - Yoma do tổ chức tạo ra để đánh bại Abyssal One. Trong trận đó, Isley đã bỏ mạng, Helen, Deneve và Dietrich chạy thoát kịp thời. Raki, được Isley đào tạo đã trở thành một kiếm sĩ, xuất hiện tại làng cũ của mình cùng với Priscilla. Nhờ khả năng nhận diện Yoki, Priscilla đã giúp Raki đánh bại một con Yoma trước sự ngỡ ngàng của người dân và No.6 Renee. Được gọi là Thiên nhãn mới của tổ chức nhờ biệt tài cảm nhận Yoki diện rộng, Renee nhận ra thân phận của Priscilla và bỏ đi nhanh chóng, nhưng bị Riful bắt lại, ép cô dùng sức mạnh của mình để thức tỉnh hai chị em Luciela và Rafaela - No.5 của tổ chức cùng thời Clare - hiện giờ đang dính vào nhau. Renee chạy trốn, có lẽ là đã bị giết, tuy nhiên Clare đến sào huyệt của Riful và vô tình làm thức tỉnh, Luciela và Rafaela kết dính lại nhau trở thành The Destroyer. Trong lúc phải né những cây cọc ký sinh được The Destroyer bắn ra, Clare, Deneve và Helen vô tình đụng độ Priscilla, lúc này đã kết liễu mạng sống của Riful cùng hai chị em Alicia và Beth. Clare quyết định thức tỉnh để liều mạng với Priscilla nhưng ý chí của cô không cho phép, khiến cho cô bị Priscilla đánh trọng thương. Nhân lúc Priscilla bị Dauf chặn đánh trả thù, Helen và Deneve ôm theo Clare chạy trốn nhưng lại làm rơi Clare giữa dòng Yoki của The Destroyer. The Destroyer, Priscilla và Clare hòa thành một khối vật chất giữa khu rừng. Helen, Deneve, Yuma và Cynthia đành quay về thành Rabona, kéo theo khối vật chất đó. Trong lúc đó thì tổ chức đã bắt được Raki bị dính cọc ký sinh của The Destroyer và lấy được cánh tay Priscilla tự tách ra để cứu Raki. Lợi dụng tình hình lúc Alicia và Beth vừa chết, Miria đánh ngất Tabitha và một mình đi tiêu diệt tổ chức. Miria dễ dàng đả khống chế tất cả các Claymore khác mà không lấy mạng ai, nhưng sau đó một cặp sinh đôi tập sự giống như Alicia và Beth xuất hiện, cùng với No.10 Raftela có khả năng điều khiển giác quan và ký ức của người khác, Miria đã bị đánh bại và bị các chiến binh khác sau khi hồi tỉnh phanh thây.
Sau khi những người khác về đến Rabona, Galatea xác nhận Miria đã thất bại nên tất cả đã quyết định lên đường đến tổ chức để giải cứu cô. Trên đường đi họ gặp và giải cứu Anatasia và nhiều chiến binh khác, rồi phát hiện và phá hủy nơi sản sinh Yoma của tổ chức. Còn ở chính trụ sở tổ chức thì Miria bỗng nhiên trở lại, lãnh đạo các Claymore khác, những người mà cô đã dùng nhân tính của mình để cảm hóa, tất cả cùng tham gia cuộc lật đổ và đã thành công. Raki được cũng được cứu thoát và ra tay bảo vệ những đứa trẻ tập sự. Khi tổ chức sắp bị tiêu diệt, họ tung ra 3 Quỷ Vương Hysteria, Roxanne và Cassandra, các No.1 đã chết được hồi sinh từ xác thịt các Quỷ Chiến Thần và cánh tay của Priscilla. Roxanne và Cassandra bỗng dưng nhớ lại hận thù cũ, hóa thành dạng thức tỉnh và tiêu diệt lẫn nhau. Những Claymore phải cũng nhau hợp lực lừa Hysteria lao vào cọc của Roxanne và bị Cassandra ăn thịt mới có thể chiến thắng ả. Cassandra sau đó cũng nhanh chóng đánh bại Roxanne và tiến về Rabona để hợp thể với Priscilla. Các Claymore và Raki liền dùng những con thuyền của tổ chức để về Rabona trước lên kế hoạch chuẩn bị.
Các Kẻ thức tỉnh đã tụ hội để chứng kiến cuộc chiến, trong đó Wild Horse Octavia, Nam chiến binh đời đầu Chronos và Lars cùng Europa the Lazy. Raki đến bên khối vật chất và gọi được Clare thoát ra. Seven Ghost cùng với các Kẻ thức tỉnh đánh chặn Cassandra, những Claymore còn lại thì bảo vệ Robana. Priscilla cũng nhanh chóng thoát ra, đụng độ một quái vật trong hình dạng Riful. Cassandra đánh bại hầu hết các Kẻ thức tỉnh bao gồm cả Lars. Europa biết là không thể thắng được nên đã bỏ chạy về ăn thịt những người ở Thánh phố Thánh. Clarice với sự giúp đỡ của Galatea đã đồng bộ Yoki với Miata, giúp cô bé thức tỉnh và tiêu diệt Europa, nhưng Clarice đã phải hi sinh để đưa Miata về dạng thường và xóa ký ức của Miata về cô. Priscilla cũng vừa đánh bại quái vật kia bằng dưới hình dạng con người thì gặp Raki. Raki định tự mình quyết chiến với ả nhưng nhanh chóng bị đánh bại. Đúng lúc đó, các Claymore và Kẻ thức tỉnh đưa được Cassandra đã lấy lại ý thức đến chỗ Priscilla, tất cả lao vào tiêu diệt ả. Tabitha, người duy nhất chưa giải phóng Yoki sau 7 năm, đáng ra sẽ là người ra đòn quyết định nhưng lại bị Priscilla phát hiện và giết chết. Bất ngờ, Raki thay thế vai trò đó, dùng kiếm đâm xuyên qua cổ Priscilla, tạo cơ hội cho Clare dùng tốc kiếm tiêu diệt ả.
Tuy nhiên Priscilla đã nhanh chóng ký sinh được trên người Cassandra, biến Octavia, Chronos thành một phần cơ thể. Đến lúc này, khi Clare cảm thấy bất lực thì từ trong cơ thể cô, Teresa xuất hiện. Teresa gọi được ý thức của Cassandra, chiến đấu như 2 Claymore và hạ gục cô ta như tâm nguyên. Octavia, Chronos cũng lấy lại được ý thức nhưng bị Priscilla xé xác. Teresa dễ dàng sao chép kĩ thuật của tất cả các Claymore dựa trên ký ức của Clare để dành lợi thế trước Priscilla khiến ả nổi cáu và càng lúc càng mạnh hơn. Teresa thức tỉnh, vẫn giữ được hình dáng con người, nhưng mọc thêm đôi cánh, trở thành Song tử Thiên thần, dùng Tốc kiếm đánh bại Priscilla, biến cô ta thành cát bụi. Trong tiềm thức của Clare, hai người nói lời từ biệt và Teresa biến trở lại thành Clare. Kết thúc, Miria cùng các chiến binh tiêu diệt nốt những Yoma còn sót lại trên vùng đất. Clare và Raki về thăm Irene.

## Truyền thông

### Manga
Loạt manga được viết và minh họa bởi Yagi Norihiro. Loạt manga lúc đầu đăng trên tạp chí Monthly Shōnen Jump từ tháng 5 năm 2001. Khi tạp chí Monthly Shōnen Jump bị ngừng xuất bản tháng 6 năm 2007 thì loạt manga chuyển sang tạp chí Weekly Shōnen Jump nơi mà nó vẫn đang hằng tháng chứ không phải hàng tuần. Tháng 11 năm 2007 thì loạt manga lại di chuyển một lần nữa sang tạp chí Jump Square của Shueisha lập ra thay cho Monthly Shōnen Jump và đăng cho đến khi kết thúc ngày 4 tháng 10 năm 2014. Shueisha đã tập hợp các chương đã phát hành lại hành thành 27 tankōbon.
Ngày 18 tháng 7 năm 2005, Viz Media tuyên bố là đã đăng ký bản quyền phiên bản tiếng Anh của loạt manga và tiến hành phát hành tại thị trường Bắc Mỹ trên tại chí truyện tranh chọn lọc Shonen Jump. Viz Media đã phát hành tập tổng hợp đầu tiên vào ngày 4 tháng 4 năm 2006. Madman Entertainment đã đăng ký phiên bản tiếng Anh của loạt manga phát hành tại Úc và New Zealand. Các phiên bản thứ tiếng khác được đăng ký bản quyền như phiên bản tiếng Nga bởi Comix-art, Tây Ban Nha bởi Glenat, Mexico bởi Grupo Editorial Vid, Italy bởi Star Comics, Brazil bởi Panini Comics và Đức bởi Tokyopop Germany.
Một phiên bản khổ lớn đã được phát hành với tên Claymore Gin no Danshou (CLAYMORE 銀の断章) đã được phát hành thành ba tập trong các ngày 20 tháng 9 năm 20 tháng 10 và 15 tháng 11 năm 2007 tập hợp từ chương 1 đến chương 67 nhưng bỏ qua các chương 2 đến chương 11.

### Sách
Một quyển artbook có tựa Claymore Gashuu Memorabilia (CLAYMORE画集 Memorabilia) với 128 trang tập hợp các hình vẽ do Yagi Norihiro thực hiện đã phát hành vào ngày 7 tháng 7 năm 2010. Quyển sách này tập hợp nhiều hình vẽ minh họa khác nhau, các hình màu được in sao cho giống như hình chụp các bức tranh được tác giả thực hiện bằng cách vẽ tay bằng viết chì và gôm sau đó tô bằng sơn dầu. Các phong cách sử dụng trong cuốn sách này là Art Nouveau, Art Deco, lập thể, trường phái ấn tượng và chủ nghĩa biểu hiện. Ngoài ra sách còn có các hình vẽ phác thảo các nhân vật.

### Anime
Madhouse đã chuyển thể loạt manga thành anime với 26 tập. Tanaka Hiroyuki đã đảm nhận việc đạo diễn và đã phát sóng từ ngày 3 tháng 4 đến ngày 25 tháng 9 năm 2007 trên kênh Nippon Television tại Nhật Bản. 24 tập của bộ anime được thực hiện dựa trên 11 tập đầu của loạt manga sau đó nó sử dụng một kết thúc riêng cho 2 tập cuối.
Avex Trax đã phát hành 7 đĩa DVD cho bộ anime mỗi đĩa có ba tập cho đến tháng 3 năm 2008. Có bốn phiên bản giới hạn được phát hành cùng DVD. Phiên bản giới hạn đầu tiên có đĩa DVD thứ nhất, trong khi ba phiên bản còn lại mỗi phiên bản có 2 đĩa DVD. Ngày 15 tháng 2 năm 2008 Funimation Entertainment đã tuyên bố đã có bản quyền phiên bản tiếng Anh của bộ anime để tiến hành phân phối tại thị trường Bắc Mỹ như phát sóng trên kênh FUNimation Channel và đĩa DVD đầu tiên đã được phát hành vào ngày 14 tháng 10 năm 2008. Ngày 16 tháng 2 năm 2010 Funimation đã phát hành bộ hộp đĩa theo định dạng Blu-ray. Madman Entertainment đã đăng ký bản quyền tại Úc và New Zealand. Phiên bản phụ đề tiếng Anh cũng được Funimation đăng ký bản quyền tại Anh.

### Âm nhạc
Bộ anime có hai bài hát chủ đề chính một khi bắt đầu và một khi kết thúc của tập phim. Bài hát mở đầu là bài Raison d'être (レゾンデートル) được trình bày bởi ban nhạc Nightmare, đĩa đơn chứa bài hát đã phát hành vào ngày 26 tháng 6 năm 2007. Bài hát kết thúc là bài Danzai no Hana~Guilty Sky (断罪の花 ~Guilty Sky~) được trình bày bởi ca sĩ J-pop là Kosaka Riyu, đĩa đơn chứa bài hát đã phát hành vào ngày 30 tháng 5 năm 2007 với hai phiên bản giới hạn và bình thường, bản đặc biệt có đính kèm một DVD chứa đoạn phim trình bày nhạc phẩm.
Hai album của Claymore đã được phát hành. Album thứ nhất chứa các bản nhạc dùng trong bộ anime có tên Claymore TV Animation O.S.T. phát hành vào ngày 25 tháng 7 năm 2007 với sự hòa tấu của Takumi Masanori.Với 32 bản nhạc dùng trong bộ anime kể cả hai bài hát mở đầu và kết thúc. Tuy nhiên nó không có toàn bộ các bản nhạc trong bộ anime. Đĩa CD thứ hai chứa các bài hát do các nhân vật thể hiện có tên Claymore Intimate Persona ~Character Song Shuu~ (CLAYMORE INTIMATE PERSONA~キャラクターソング集~) phát hành vào ngày 27 tháng 9 năm 2007. Với 10 bài hát cho 10 nhân vật trong bộ anime lần lượt thể hiện bởi những người đã tham gia lồng tiếng cho bộ anime.
| Danzai no Hana ~Guilty Sky~ (断罪の花～Guilty Sky～) | Danzai no Hana ~Guilty Sky~ (断罪の花～Guilty Sky～)                                | Danzai no Hana ~Guilty Sky~ (断罪の花～Guilty Sky～) |
| STT                                                  | Nhan đề                                                                             | Thời lượng                                           |
| ---------------------------------------------------- | ----------------------------------------------------------------------------------- | ---------------------------------------------------- |
| 1.                                                   | "Danzai no Hana ~Guilty Sky~ (断罪の花～Guilty Sky～)"                              | 4:21                                                 |
| 2.                                                   | "ignore"                                                                            | 4:37                                                 |
| 3.                                                   | "DANZAI NO HANA～Guilty Sky～"                                                      | 4:21                                                 |
| 4.                                                   | "Danzai no Hana~Guilty Sky~ (instrumental) (断罪の花～Guilty Sky～ (instrumental))" | 4:21                                                 |
| 5.                                                   | "ignore (instrumental)"                                                             | 4:35                                                 |
| Tổng thời lượng:                                     | Tổng thời lượng:                                                                    | 22:15                                                |

| Raison d'Être (レゾンデートル) | Raison d'Être (レゾンデートル)                                                                                   | Raison d'Être (レゾンデートル) |
| STT                            | Nhan đề | Thời lượng                     |
| ------------------------------ | --- | ------------------------------ |
| 1.                             | "Raison d'Être (レゾンデートル)"                                                                                 | 3:52                           |
| 2.                             | "Ojou Teki ni Sugita Jikan to Fukakutei na Mirai he no Requiem (叙情的に過ぎた時間と不確定な未来へのレクイエム)" | 4:46                           |
| 3.                             | "Criminal baby"                                                                                                  | 3:37                           |
| Tổng thời lượng:               | Tổng thời lượng:                                                                                                 | 12:15                          |

| CLAYMORE TV Animation O. S. T. | CLAYMORE TV Animation O. S. T.                                              | CLAYMORE TV Animation O. S. T. |
| STT                            | Nhan đề                                                                     | Thời lượng                     |
| ------------------------------ | --------------------------------------------------------------------------- | ------------------------------ |
| 1.                             | "Ginme no Majo (銀眼の魔女)"                                                | 2:43                           |
| 2.                             | "Ooki na Tsurugi (大きな剣)"                                                | 1:44                           |
| 3.                             | "Youma no Okite (妖魔の掟)"                                                 | 2:21                           |
| 4.                             | "Sabaku to Kaze (砂漠と風)"                                                 | 1:45                           |
| 5.                             | "Kirisaku Monotachi (斬り裂く者たち)"                                       | 2:20                           |
| 6.                             | "Osoroshiki Fujin (恐ろしき布陣)"                                           | 1:11                           |
| 7.                             | "Bishou no Teresa (微笑のテレサ)"                                           | 1:53                           |
| 8.                             | "Kanashiki Shukumei (哀しき宿命)"                                           | 1:10                           |
| 9.                             | "Kakusei no Kodou (覚醒の鼓動)"                                             | 1:25                           |
| 10.                            | "Seikan Naru Tatakai (精悍なる闘い)"                                        | 2:07                           |
| 11.                            | "Shinpi to Shin'en (神秘と深淵)"                                            | 1:40                           |
| 12.                            | "Yobikakeru Kioku (呼びかける記憶)"                                         | 2:39                           |
| 13.                            | "Kita no Chi to Hakugin no Ou (北の地と白銀の王)"                           | 1:29                           |
| 14.                            | "Hateshinaki Tabiji (果てしなき旅路)"                                       | 1:21                           |
| 15.                            | "Kyoujin na Chikara (強靭な力)"                                             | 1:20                           |
| 16.                            | "Kouya no Rakujitsu (荒野の落日)"                                           | 1:35                           |
| 17.                            | "Kokoro no Kizuato (心の傷跡)"                                              | 2:17                           |
| 18.                            | "Doukei (憧憬)"                                                             | 1:47                           |
| 19.                            | "Machinami (街並み)"                                                        | 1:35                           |
| 20.                            | "Den'en to Ogawa (田園と小川)"                                              | 1:48                           |
| 21.                            | "Utsukushiki Kariudotachi (美しき狩人たち)"                                 | 1:37                           |
| 22.                            | "Youshiki Mono no Shukumei (妖しき者の宿命)"                                | 1:47                           |
| 23.                            | "Kyousenshi (凶戦士)"                                                       | 1:56                           |
| 24.                            | "Kakusei he no Midare (覚醒への乱れ)"                                       | 1:06                           |
| 25.                            | "Souzetsu na Shitou (壮絶な死闘)"                                           | 1:44                           |
| 26.                            | "Erabareshi Mono (選ばれし者)"                                              | 1:49                           |
| 27.                            | "Haruka na Doutei (遥かな道程)"                                             | 1:05                           |
| 28.                            | "Itoshisa to Nukumori (愛しさとぬくもり)"                                   | 1:35                           |
| 29.                            | "Chiheisen no Kanata (地平線の彼方)"                                        | 2:00                           |
| 30.                            | "Ishidukuri no Yanami (石造りの家並み)"                                     | 1:42                           |
| 31.                            | "Nin wo Omou Koto (人を想うこと)"                                           | 1:55                           |
| 32.                            | "Fukaki Mori no Naka de (深き森の中で)"                                     | 1:56                           |
| 33.                            | "Raison d'Être (TV Sized) (レゾンデートル (TV Sized))"                      | 1:03                           |
| 34.                            | "Danzai no Hana ~Guilty Sky~ (TV Sized) (断罪の花 ~Guilty Sky~ (TV Sized))" | 1:10                           |
| Tổng thời lượng:               | Tổng thời lượng:                                                            | 58:35                          |

| CLAYMORE INTIMATE PERSONA ~Character Song Shuu~ (CLAYMORE INTIMATE PERSONA~キャラクターソング集~) | CLAYMORE INTIMATE PERSONA ~Character Song Shuu~ (CLAYMORE INTIMATE PERSONA~キャラクターソング集~) | CLAYMORE INTIMATE PERSONA ~Character Song Shuu~ (CLAYMORE INTIMATE PERSONA~キャラクターソング集~) |
| STT                                                                                               | Nhan đề                                                                                           | Thời lượng                                                                                        |
| ------------------------------------------------------------------------------------------------- | ------------------------------------------------------------------------------------------------- | ------------------------------------------------------------------------------------------------- |
| 1.                                                                                                | "Kioku (記憶)"                                                                                    | 4:49                                                                                              |
| 2.                                                                                                | "Henbou (変貌)"                                                                                   | 4:42                                                                                              |
| 3.                                                                                                | "Hangyaku (反逆)"                                                                                 | 5:03                                                                                              |
| 4.                                                                                                | "Kakusei (覚醒)"                                                                                  | 4:08                                                                                              |
| 5.                                                                                                | "Zouo (憎悪)"                                                                                     | 3:47                                                                                              |
| 6.                                                                                                | "Shippu (疾風)"                                                                                   | 3:41                                                                                              |
| 7.                                                                                                | "Eien (永遠)"                                                                                     | 5:16                                                                                              |
| 8.                                                                                                | "Tensei (転生)"                                                                                   | 4:34                                                                                              |
| 9.                                                                                                | "Doukoku (慟哭)"                                                                                  | 4:48                                                                                              |
| 10.                                                                                               | "Gen'ei (弦影)"                                                                                   | 4:18                                                                                              |
| Tổng thời lượng:                                                                                  | Tổng thời lượng:                                                                                  | 45:06                                                                                             |

### Trò chơi điện tử
Trò chơi điện tử chuyển thể từ Claymore cho hệ Nintendo DS đã phát hành vào ngày 28 tháng 5 năm 2009. Trò chơi có tựa Claymore: Gingan no Majo do hãng Digital Works Entertainment phát hành. Người chơi sẽ điều khiển Clare trong một giao diện rất giống loạt trò chơi Castlevania.